# Хрещатий Яр
Хрещатий Яр — річка в Україні, у Таращанському районі Київської області. Ліва притока Черні (басейн Дніпра).

## Опис
Довжина річки приблизно 2,2 км.

## Розташування
Бере початок на північно-західній стороні від села Хрещатий Яр (колишнє Хрещаті Яри). Тече переважно на північний схід через Чернин і впадає у річку Черню, праву притоку Росі.